# Parapucrolia
Genre
Synonymes
- Goytacazia Mello-Leitão, 1942

Parapucrolia est un genre d'opilions laniatores de la famille des Gonyleptidae.

## Distribution
Les espèces de ce genre se rencontrent en Argentine et au Brésil.

## Liste des espèces
Selon World Catalogue of Opiliones (09/09/2021) :
- Parapucrolia ocellata Roewer, 1917
- Parapucrolia pulchra (Mello-Leitão, 1942)

## Publication originale
- Roewer, 1917 : « 52 neue Opilioniden. » Archiv für Naturgeschichte, vol. 82, no 2, p. 90–158 (texte intégral).